# Nandrolona
La nandrolona es un anabolizante androgénico esteroideo que se encuentra en pequeñas cantidades de forma natural en el cuerpo humano. Sus efectos positivos incluyen crecimiento muscular, estimulación del apetito y aumento de la producción de glóbulos rojos y de la densidad ósea. Estudios clínicos han demostrado su eficacia en el tratamiento de la anemia, la osteoporosis y algunas formas de neoplasia. Por estas razones, recibió la aprobación de la FDA en Estados Unidos en 1983.
La nandrolona se utiliza en personas que tienen problemas de crecimiento.

## Efectos adversos
El efecto virilizante es el más importante, donde en niños prepúberes puede producir vello púbico, encogimiento de los testículos y aumento de la frecuencia de erecciones. En niñas puede ocurrir alargamiento del clítoris.
En mujeres puede presentarse hirsutismo, enronquecimiento de la voz e irregularidades menstruales.
En hombres maduros puede producir hiperplasia de la próstata e inhibición de la espermatogénesis.
También ha descrito otros efectos adversos como: hipercalcemia, acné, aumento de la libido, náuseas, vómitos y retención de sales minerales (sodio, potasio, calcio y magnesio) y agua en el medio interno.
La nandrolona ejerce igualmente una poco estudiada función neurotóxica, al unirse al receptor AR (androgénico) que está fundamentalmente en el núcleo. Esta acción deletérea sobre las neuronas se produce con bastante rapidez (menos de 48 horas).

## Métodos de detección
El uso de nandrolona se detecta indirectamente en la orina, midiendo la presencia de un metabolito de la misma. El Comité Olímpico Internacional fijó un límite de 2 ng por ml de orina, por encima del cual el deportista se considera sospechoso de dopaje.
Los resultados de estos análisis de orina han sido fruto de controversia, pues al parecer, se puede superar el límite:
- Con dietas que utilicen creatina (suplemento legal) combinadas con duro ejercicio cardiovascular. La razón de este inesperado resultado obtenido en estudios de la Universidad de Aberdeen es todavía desconocida.
- Otra posible, aunque improbable razón, es el consumo de carne tratada con esteroides que incluyan la nandrolona.
- Grandes consumos del aminoácido lisina.
- La presencia de metabolitos de otros esteroides anabolizantes.

## Casos de dopaje por nandrolona
- Linford Christie: el atleta británico dio positivo en 1999.[1]
- Petr Korda: el tenista checo dio positivo por nandrolona tras participar y ganar en Wimbledon en 1998. Fue suspendido durante un año a partir de junio de 1999.[2]
- Barry Bonds: según informó su entrenador en 1999, el jugador de béisbol fue usuario habitual de Deca-Durabolin.[3]
- Josep Guardiola: el futbolista español dio positivo en 2001[4] en dos controles distintos, siendo finalmente absuelto en ambos casos.[5]
- Jaap Stam: el futbolista neerlandés dio positivo el 13 de octubre de 2001 durante su etapa en el Lazio.[6] Fue suspendido por 5 meses de toda actividad futbolística, tanto en el club italiano, como en la selección de su país.[7]
- Aketza Peña: el ciclista español, dio positivo el 24 de abril de 2007 en la primera etapa del Giro de Trentino;[8] sin embargo, el TAS le declaró inocente el 31 de julio de 2008.[9]
- Greg Rusedski: el jugador de tenis británico dio positivo en enero de 2004,[10] pero fue absuelto poco después.[11]
- Royce Gracie: el artista marcial del Ultimate Fighting Championship dio positivo por nandrolona en 2007. Tuvo que pagar una multa de 2500 dólares y fue suspedido hasta mayo de 2008.[12]
- Salvador Carmona: Miembro de la selección de México en la Copa Confederaciones, fue suspendido de por un año.[13]
- Kimbo Slice: En febrero de 2016 dio positivo por nandrolona, fue multado y le fue retirada la licencia para pelear en Texas.[14]
- Starling Marte: En abril de 2017 dio positivo por nandrolona, fue multado y suspendido 80 juegos de la temporada.[15]
- José Luis Palomino: El jugador del equipo de fútbol italiano Atalanta dio positivo en un control sorpresa en 2022. Fue suspendido indefinidamente.[16]